# Димитрий Шевченко
Димитрий Валериевич Шевченко  (на украински: Дмитро Валерійович Шевченко; роден на 17 юни 1964 г., Одеса, Одеска област, Украинска ССР, СССР) е съветски, руски и украински театрален и филмов актьор, телевизионен водещ.
Дмитрий Шевченко е роден на 17 юни 1964 г. в град Одеса (Украинска ССР).
През 1986 г. завършва Инженерно-икономическия факултет на Одеския политехнически институт, участва в първия отбор на „Одеските джентълмени“ на „Клуба на веселите и изобретателни“ (КВИ).
През 1990 г. завършва Ленинградския държавен институт за театър, музика и кинематография на името на Н. К. Черкасов (ЛГИТМиК) (режисьор на курса – Ефим Михайлович Падве) със специалност актьор на драматичен театър и кино.

## Кариера
От 1991 до 1992 г. той си сътрудничи с независимия проект „Общност на актьорите на Санкт Петербург“.
От 1992 до 1997 г. работи в Руския държавен академичен драматичен театър на името на Александър Пушкин (Александрински) в Санкт Петербург.
От 1997 г. живее в Москва.
През 2003 г. участва в програмата „Най-слабата връзка“.
През 2012 г. играе главната роля (Алексей Александрович Каренин) в пиесата „Каренин“ по романа на Лев Толстой „Ана Каренина“, режисирана от Виестурс Мейкшанс на сцената на Московския художествен театър на името на Антон Чехов.

## Филмография
| От          | Заглавие                                                                       | Роля |
| ----------- | ------------------------------------------------------------------------------ | --- |
| 1986        | Всего один поворот                                                             | моряк (эпизод) |
| 1989        | Двадцать минут с ангелом                                                       | Угаров, командированный экспедитор                                                                                |
| 1992        | Комедия строгого режима                                                        | зек-библиотекарь                                                                                                  |
| 1993        | Цинковые мальчики                                                              | Андрей |
| 1998        | Му-му                                                                          | Степан |
| 1998        | Репетиция с Арнольдом                                                          | Николай |
| 1999 – 2001 | День рождения Буржуя                                                           | Артур, сутенёр |
| 1999        | Операция «Самум» (Полша)                                                       | Панаев, инженер, российский агент в Ираке                                                                         |
| 1999        | Директория смерти (серия № 9 «Ход ферзём»)                                     | Эдуард |
| 1999        | Чек                                                                            | водитель |
| 1999        | Конец века                                                                     | Линдер, доктор |
| 2000        | Афинские вечера                                                                | Антон Гольденвейзер, пианист                                                                                      |
| 2000        | Марш Турецкого (фильм № 3 «Опасно для жизни»)                                  | Виктор Фрязин, капитан, сотрудник отдела по борьбе с незаконным оборотом наркотиков                               |
| 2000        | Остановка по требованию                                                        | Земцов |
| 2001        | Доказательство жизни (САЩ)                                                     | русский сержант                                                                                                   |
| 2001        | Особый случай                                                                  | Николай, оператор                                                                                                 |
| 2001        | Семейные тайны                                                                 | Геннадий Трухачёв, психиатр                                                                                       |
| 2001        | Сыщики (фильм № 9 «Гончие по кровавому следу»)                                 | Герман Дудкин |
| 2002        | Дорога                                                                         | Вадим |
| 2002        | Щит Минервы                                                                    | Влад, писатель |
| 2002        | Пер-р-рвокурсница                                                              | Гирин, преподаватель                                                                                              |
| 2002        | Критическое состояние                                                          | Ващук, прапорщик                                                                                                  |
| 2003        | Русские в городе ангелов                                                       | Аркадий, наёмный убийца                                                                                           |
| 2003        | Даша Васильева. Любительница частного сыска (фильм № 3 «Дантисты тоже плачут») | Казимир Новицкий, художник                                                                                        |
| 2003        | Бедная Настя                                                                   | Карл Модестович Шуллер, управляющий в поместье Корфа                                                              |
| 2003        | Варвар (САЩ)                                                                   | Кристо |
| 2004        | Маша                                                                           | Дмитрий |
| 2004        | Звездочёт                                                                      | Жерар Броньё |
| 2004        | Лола и Маркиз                                                                  | Маркиз |
| 2005        | Свадьба Барби                                                                  | Маркелов, следователь                                                                                             |
| 2005        | Двенадцать стульев                                                             | Илья Ильф |
| 2005        | Бой с тенью                                                                    | Нечаев, полковник                                                                                                 |
| 2005        | Гибель империи (серия № 9 «Лето в Киеве»)                                      | Павел Семченко, эсер                                                                                              |
| 2005        | Казароза                                                                       | Даневич |
| 2005        | Дура                                                                           | Михаил Дёмин, артист театра                                                                                       |
| 2006        | Девочка с севера                                                               | Сергей Валентинович Бобров, продюсер                                                                              |
| 2006        | Провинциальные страсти                                                         | Терещенко, следователь прокуратуры                                                                                |
| 2006        | Первый дома                                                                    | продавец |
| 2006        | Смерть по завещанию                                                            | Максим Павлович Воронов, бизнесмен                                                                                |
| 2006        | Связь                                                                          | Никита, муж Нины                                                                                                  |
| 2007        | Бой с тенью 2: Реванш                                                          | Нечаев, полковник                                                                                                 |
| 2007        | Предел желаний                                                                 | Марлен Бирюков, скульптор                                                                                         |
| 2007        | Комната потерянных игрушек                                                     | Сергей Турин, журналист                                                                                           |
| 2007        | Частный заказ                                                                  | Питбуль |
| 2007        | Нас не догонишь                                                                | Семён, охранник в женской колонии                                                                                 |
| 2008        | Короли игры                                                                    | Максим Алексеевич Красин                                                                                          |
| 2009        | Семь жён одного холостяка                                                      | Геннадий Вершинин, дальнобойщик                                                                                   |
| 2009        | Грязная работа (фильм № 7 «Дело писателя»)                                     | Виктор Винеев, писатель                                                                                           |
| 2009        | Тесные врата                                                                   | Илья Громов, партнёр Петра по бизнесу                                                                             |
| 2010        | Холодное сердце                                                                | Андрей Евгеньевич Морозов, хирург                                                                                 |
| 2011        | Бой с тенью 3: Последний раунд                                                 | Нечаев, полковник                                                                                                 |
| 2011        | На всю жизнь                                                                   | Леонид Борисович Замятин, поверенный в делах Станислава Вольного                                                  |
| 2012        | Соловей-разбойник                                                              | менеджер казино                                                                                                   |
| 2012        | Афродиты                                                                       | Максим Др |
| 2012        | Средство от смерти                                                             | Анатолий Михайлович Артемьев, майор                                                                               |
| 2012        | Предчувствие                                                                   | Игорь Петрович Карташов, майор                                                                                    |
| 2012        | Праздник взаперти                                                              | Алексей Михайлович Котиков, полковник полиции                                                                     |
| 2013        | Ночная фиалка                                                                  | Павел Александрович Тулин, отец Александра                                                                        |
| 2013        | Две зимы и три лета                                                            | Пётр Житов |
| 2014 – 2022 | Мажор                                                                          | Андрей Васильевич Пряников, подполковник полиции, начальник 19 отдела полиции, частный детектив                   |
| 2014        | Красотки                                                                       | Виктор Николаевич Воронин, депутат                                                                                |
| 2014        | Саранча                                                                        | Игорь Яковлевич Гуревич, издатель                                                                                 |
| 2014        | Барс и Лялька                                                                  | Олег Шувалов, актёр                                                                                               |
| 2015        | Батальонъ                                                                      | Пётр Александрович Половцев, генерал-майор                                                                        |
| 2015        | Лучше не бывает                                                                | Андрей Чернов |
| 2015        | Петля Нестерова                                                                | Владимир Зимин, полковник КГБ                                                                                     |
| 2017        | Неисправимые                                                                   | Поляков |
| 2017        | Следствие ведёт Иннокентий Лисичкин                                            | Виктор Шишкин, сотрудник Следственного комитета                                                                   |
| 2017        | Серебряный бор                                                                 | Леонид Николаевич Ермаков                                                                                         |
| 2018        | Благими намерениями                                                            | Дмитрий Николаевич Фёдоров, полковник, начальник подразделения МЧС, муж Анны Петровны, отец Дарьи, дед Александра |
| 2018        | Топор                                                                          | Пётр Алёшин, комбриг                                                                                              |
| 2019        | Будь что будет                                                                 | Андрей Сергеевич Логинов, бизнесмен                                                                               |
| 2019        | Подлежит уничтожению                                                           | Сергей Александрович Тягачёв, майор контрразведки НКВД                                                            |
| 2019        | По разным берегам                                                              | Дмитрий Александрович Самойлов, фермер                                                                            |
| 2020        | Без тебя                                                                       | Леонид Андреевич Туманов, майор полиции, отец Антона                                                              |
| 2021        | Провинциал                                                                     | Кудыма, майор полиции, главная роль                                                                               |
| 2021        | Источник                                                                       | Сутягин |
| 2021        | Топор. 1943                                                                    | Пётр Алёшин, комдив                                                                                               |
| 2022        | Закрыть гештальт                                                               | Шалин |